# Altglandorf
Altglandorf (bis Anfang des 20. Jahrhunderts Glandorf) ist eine Ortschaft in der Gemeinde Sankt Veit an der Glan im Bezirk Sankt Veit an der Glan in Kärnten, in Österreich. Die Ortschaft hat 110 Einwohner (Stand 1. Jänner 2024). Sie liegt auf dem Gebiet der Katastralgemeinde Sankt Donat.

## Lage
Die Ortschaft liegt im Süden des Bezirks Sankt Veit an der Glan, südöstlich der Bezirkshauptstadt Sankt Veit an der Glan, zwischen Glandorf und Blintendorf, nahe an der Glan und an der Rudolfsbahn. Der Großteil des Orts liegt rechts der Glan, von der L71 Zollfeldstraße im Norden, wo sich einige Wohnhäuser befinden, über ein Gewerbegebiet weiter südlich bis zum alten Dorfkern im Süden. Ein kleiner Teil des Orts liegt im Norden links der Glan, im Bereich der Gebäude der Firma Kandussi.

## Geschichte
In der Steuergemeinde Sankt Donat liegend, gehörte der Ort in der ersten Hälfte des 19. Jahrhunderts zum Steuerbezirk Osterwitz und trug damals den Namen Glandorf. Bei Bildung der Ortsgemeinden im Zuge der Reformen nach der Revolution 1848/49 kam das damalige Glandorf an die Gemeinde St. Georgen am Längsee, 1895 an die damals neu gegründete Gemeinde St. Donat.
Um die Wende vom 19. zum 20. Jahrhundert entstand nördlich des Orts eine neue Siedlung, die zunächst als Ortschaft Neuglandorf geführt wurde. Zur Unterscheidung von jenem Neuglandorf wurde der bis dahin als Glandorf geführte Ort in Altglandorf umbenannt. 1958 kam Altglandorf (ebenso wie Neuglandorf) an die Gemeinde Sankt Veit an der Glan. Das ursprüngliche Neuglandorf verlor nach dem Anschluss an die Gemeinde St. Veit an der Glan seinen Status als eigene Ortschaft, auch wenn informell der Name Glandorf weiter verwendet wird. Hingegen blieb Altglandorf eine eigene Ortschaft innerhalb der Stadtgemeinde St. Veit an der Glan.

## Bevölkerungsentwicklung
Für die Ortschaft ermittelte man folgende Einwohnerzahlen:
- 1869: 10 Häuser, 89 Einwohner[3]
- 1880: 15 Häuser, 119 Einwohner[4]
- 1890: 13 Häuser, 108 Einwohner[5]
- 1900: 12 Häuser, 136 Einwohner[6]
- 1910: 14 Häuser, 127 Einwohner[7]
- 1923: 14 Häuser, 105 Einwohner[8]
- 1934: 134 Einwohner[9]
- 1961: 14 Häuser, 121 Einwohner[10]
- 2001: 33 Gebäude (davon 24 mit Hauptwohnsitz) mit 38 Wohnungen; 105 Einwohner und 3 Nebenwohnsitzfälle; 34 Haushalte; 10 Arbeitsstätten, 5 land- und forstwirtschaftliche Betriebe[11]
- 2011: 33 Gebäude, 103 Einwohner, 35 Haushalte, 16 Arbeitsstätten[12]
- 2021: 35 Gebäude, 116 Einwohner, 34 Haushalte, 21 Arbeitsstätten[13]